# Erik Lidvall
Erik Leonard Lidvall (eller Eric Lidval), född 7 september 1869 i Ryssland, död 5 maj 1940 i Traneberg, Bromma församling i Stockholm, var en svensk-amerikansk-rysk körsnär och handelsman, huvudskyldig i en rysk korruptionshärva 1906.
Han var gift med Thea Haller von Hallenburg (1893–1945). Makarna var båda födda i Ryssland och inflyttade till Stockholm därifrån 1920 för att tio år senare flytta vidare till Paris. De återvände senare, bodde i Traneberg, Bromma, och är begravda på Norra begravningsplatsen i Stockholm.